# Публий Сульпиций Саверрион (консул 279 года до н. э.)
Пу́блий Сульпи́ций Саверрио́н (лат. Publius Sulpicius Saverrio; умер после 278 года до н. э.) — римский политический деятель из патрицианского рода Сульпициев, консул 279 года до н. э.
Предположительно Публий Сульпиций был сыном консула 304 года до н. э. того же имени. Он сам был избран консулом в разгар Пирровой войны, после поражения римлян при Гераклее. В кампании 278 года до н. э. он командовал армией вместе со своим коллегой по консулату, Публием Децием Мусом. В большом сражении при Аускуле римская армия была разбита, а Деций погиб, но при этом и войско Пирра понесло большие потери.
Судьба Публия Сульпиция по окончании его консульства неизвестна. Сульпиции с когноменом Саверрион (Saverrio) в сохранившихся источниках более не упоминаются.